# Erchempert
Erchempert sau Herempert (în limba latină: Erchempertus) a fost un călugăr la Montecassino, în ultimul sfert al secolului al IX-lea. 
Erchempert a redactat o istorie a longobarzilor din Principatul de Benevento. Cronica, intitulată Historia Langobardorum Beneventanorum, se încheie cu narațiunea brusc, în timpul iernii dintre 888 și 889.